# Tipula
Tipula és un gènere de dípters nematòcers de la família dels tipúlids. Són insectes de cos prim i allargat amb unes potes molt llargues. Tenen l'aspecte d'un mosquit gros però no piquen i són completament inofensius per a les persones.

## Morfologia
Arriben a mesurar uns 4 centímetres. Tenen una línia en forma de V al tòrax. L'abdomen està dividit en segments molt evidents. El cos és de color gris o marró. Tenen sis potes llargues i dues antenes curtes. Les ales són grans i s'hi poden apreciar bé les venes. Darrere de les ales poden observar-se molt bé els halteris (les ales posteriors atrofiades), que fan la funció d'òrgans estabilitzadors del vol i que fan possible que la típula giri. Les peces bucals han sofert una transformació i són apropiades per xuclar sucs, però no per picar. Presenta dimorfisme sexual podent-se diferenciar el mascle de la femella per la llargada de l'ala a l'abdomen, el nombre dels segments de les antenes i l'espai entre els ulls.

## Ecologia
El cicle vital és holometàbol, amb quatre fases: ou, larva, pupa i adult o imago.
Com les femelles d'aquesta espècie no s'allunyen del seu lloc d'emergència, els ous tendeixen a ser dipositats en agregats sobre la superfície del sòl entre l'herba. Per a poder pondre els ous a terra o sobre altres materials, les femelles tenen l'abdomen en forma de punta. En dues setmanes els ous desclouen donant lloc a petites larves sense potes. Les larves, llargues i toves es desenvolupen lentament però es mantenen actives durant períodes de clima temperat, des de la tardor fins a l'hivern, alimentant-se de les tiges i arrels.
Des de principis de primavera creixen més ràpidament. A finals de maig o juny les larves han completat el seu creixement; llavors, deixen d'alimentar-se durant un curt període abans de passar a l'estat de pupa, que és una fase en la què no s'alimenten. Les pupes es troben al sòl i es mouen a la superfície just abans que emergeixi l'adult.
S'alimenten de matèria putrefacta i matèria vegetal. Les típules adultes gairebé no s'alimenta, ja que la seva vida és curta; de vegades absorbeix una mica de rosada. La seva larva s'alimenta exclusivament d'arrels. Les podem trobar a la major part d'Europa, en zones humides o mullades i properes a l'aigua. També viuen a camps amb abundants arbustos, jardins i parcs.
L'aparellament de les típules es fa en posició invertida, és a dir, mantenen una posició cua contra cua, la qual cosa obliga a la rotació de l'abdomen en 180°.

## Espècies del gènereTipula
- Tipula abdominalis Say
- Tipula abscissa Alexander, 1946
- Tipula accurata Alexander, 1927
- Tipula acuta
- Tipula acutipleura Doane, 1912
- Tipula aequalis Doane, 1901
- Tipula afflicta Dietz, 1915
- Tipula aitkeniana Alexander, 1944
- Tipula alascaensis Alexander, 1923
- Tipula alaska Alexander, 1918
- Tipula albertensis Alexander, 1927
- Tipula albimacula Doane, 1901
- Tipula albocaudata Doane, 1901
- Tipula albocincta Doane, 1901
- Tipula albofascia Doane, 1901
- Tipula alcestis Alexander, 1946
- Tipula aldrichiana Alexander, 1929
- Tipula aleutica Alexander, 1923
- Tipula algonquin Alexander
- Tipula alpium (Bergroth, 1888)
- Tipula alta Doane, 1912
- Tipula angulata Loew, 1864
- Tipula annulicornis Say, 1829
- Tipula apache Alexander, 1916
- Tipula aperta Alexander, 1918
- Tipula apicalis Loew, 1863
- Tipula aplecta Alexander, 1946
- Tipula appendiculata Loew, 1863
- Tipula aprilina Alexander, 1918
- Tipula arctica Curtis, 1835
- Tipula armata Doane, 1901
- Tipula arnaudi Alexander, 1965
- Tipula aspersa Doane, 1912
- Tipula aspidoptera Alexander, 1916
- Tipula athabasca Alexander, 1927
- Tipula atrisumma Doane, 1912
- Tipula australis Doane, 1901
- Tipula awanichi Alexander, 1947
- Tipula azteca Alexander, 1925
- Tipula bakeri Alexander, 1954
- Tipula bakeriana Alexander, 1954
- Tipula balioptera Loew, 1863
- Tipula baliopteroides Alexander, 1945
- Tipula banffiana Alexander, 1946
- Tipula barbata Doane, 1901
- Tipula barda Alexander, 1959
- Tipula beatula
- Tipula bellamyi Alexander, 1965
- Tipula bellardiana Alexander, 1926
- Tipula bergrothiana Alexander, 1918
- Tipula bernardinensis Alexander, 1946
- Tipula besselsi Osten Sacken, 1876
- Tipula besselsoides Alexander, 1919
- Tipula biavicularia Alexander, 1965
- Tipula bicornis Forbes, 1890
- Tipula bifalcata Doane, 1912
- Tipula bigeminata Alexander, 1915
- Tipula biproducta Alexander, 1947
- Tipula bituberculata Doane, 1901
- Tipula biuncus Doane, 1912
- Tipula borealis Walker, 1848
- Tipula boregoensis Alexander, 1946
- Tipula breedlovei Alexander, 1969
- Tipula brevifurcata Alexander, 1926
- Tipula breviligula Alexander, 1956
- Tipula broweri Alexander, 1940
- Tipula bucera Alexander, 1927
- Tipula cahuilla Alexander, 1920
- Tipula calaveras Alexander, 1944
- Tipula calcarata Doane, 1901
- Tipula caloptera
- Tipula calopteroides Alexander
- Tipula canadensis Loew, 1864
- Tipula capistrano Alexander, 1946
- Tipula carinata Doane, 1901
- Tipula caroliniana Alexander, 1916
- Tipula carsoni Alexander, 1963
- Tipula carunculata Alexander, 1946
- Tipula catalinensis Alexander, 1950
- Tipula catawba Alexander
- Tipula catawbiana Alexander, 1940
- Tipula cavagnaroi Alexander, 1965
- Tipula cayuga Alexander, 1915
- Tipula cazieri Alexander, 1942
- Tipula centralis Loew, 1864
- Tipula cervicula Doane, 1901
- Tipula chiricahuensis Alexander, 1946
- Tipula chlorion Alexander, 1965
- Tipula chumash Alexander, 1961
- Tipula churchillensis Alexander, 1940
- Tipula cimarronensis Rogers, 1931
- Tipula cimmeria Speiser, 1909
- Tipula cineracea Coquillett, 1900
- Tipula circularis Alexander, 1947
- Tipula cladacantha Alexander, 1945
- Tipula cladacanthodes Alexander, 1964
- Tipula clathrata Dietz, 1914
- Tipula coconino Alexander, 1946
- Tipula cognata Doane, 1901
- Tipula coleana Alexander, 1940
- Tipula coleomyia Alexander, 1965
- Tipula collaris Say
- Tipula coloradensis Doane, 1911
- Tipula colteri Alexander, 1943
- Tipula comanche Alexander, 1916
- Tipula commiscibilis Doane, 1912
- Tipula comstockiana Alexander, 1947
- Tipula concava Alexander
- Tipula conspicua Dietz, 1917
- Tipula contortrix Alexander, 1944
- Tipula coronado Alexander, 1946
- Tipula costaloides Alexander, 1915
- Tipula craverii Bellardi, 1859
- Tipula criddlei Dietz, 1914
- Tipula cunctans Say
- Tipula cylindrata Doane, 1912
- Tipula dampfiana Alexander, 1946
- Tipula degeneri Alexander, 1944
- Tipula dejecta Walker, 1856
- Tipula denali Alexander, 1969
- Tipula denningi Alexander, 1969
- Tipula densursi Alexander, 1943
- Tipula derbyi Doane, 1912
- Tipula desertorum Alexander, 1946
- Tipula diabolica Alexander, 1954
- Tipula diacanthophora Alexander, 1945
- Tipula dickinsoni Alexander, 1932
- Tipula dido Alexander, 1947
- Tipula dietziana Alexander
- Tipula diflava Alexander, 1919
- Tipula dimidiata Dietz, 1921
- Tipula dis Alexander, 1962
- Tipula disjuncta Walker, 1856
- Tipula diversa Dietz, 1921
- Tipula doaneiana Alexander, 1919
- Tipula donaldi Alexander, 1965
- Tipula dorothea Alexander, 1954
- Tipula dorsimacula Walker, 1848
- Tipula dorsolineata Doane, 1901
- Tipula downesi Alexander, 1944
- Tipula duplex Walker
- Tipula dupliciformis Alexander, 1940
- Tipula edwardsi Bellardi, 1859
- Tipula eluta Lw.
- Tipula entomophthorae Alexander, 1918
- Tipula epios Alexander, 1969
- Tipula esselen Alexander, 1965
- Tipula estella Alexander, 1970
- Tipula eurystyla Alexander, 1969
- Tipula evidens Alexander, 1920
- Tipula fallax
- Tipula fattigiana Alexander, 1944
- Tipula faustina Alexander, 1941
- Tipula fenderi Alexander, 1954
- Tipula filamentosa Alexander, 1959
- Tipula flavibasis Alexander, 1918
- Tipula flavocauda Doane, 1912
- Tipula flavomarginata Doane, 1912
- Tipula flavoumbrosa Alexander
- Tipula flinti Alexander, 1970
- Tipula floridensis Alexander, 1926
- Tipula footeana Alexander, 1961
- Tipula fragilina Alexander, 1919
- Tipula fragilis Loew, 1863
- Tipula fragmentata Dietz, 1919
- Tipula fraterna Loew.
- Tipula friendi Alexander, 1941
- Tipula frigida Walker, 1848
- Tipula frommeri Alexander, 1973
- Tipula fuliginosa (Say, 1823)
- Tipula fulvilineata Doane, 1912
- Tipula fulvinodus Doane, 1912
- Tipula furca Walker
- Tipula furialis Alexander, 1946
- Tipula gelida Coquillett, 1900
- Tipula georgiana Alexander
- Tipula geronimo Alexander, 1946
- Tipula gertschi Alexander, 1963
- Tipula glabristyla Alexander, 1946
- Tipula glendenningi Alexander, 1943
- Tipula gothicana Alexander, 1943
- Tipula graciae Alexander, 1947
- Tipula grahamina Alexander, 1963
- Tipula graminivora Alexander, 1921
- Tipula grenfelli Alexander, 1928
- Tipula guasa Alexander, 1916
- Tipula guerreroensis Alexander, 1940
- Tipula hedgesi Alexander, 1961
- Tipula helderbergensis Alexander, 1918
- Tipula helferi Alexander, 1965
- Tipula helvocincta Doane, 1901
- Tipula hermannia
- Tipula hewitti Alexander, 1919
- Tipula hirsuta Doane, 1901
- Tipula hollandi Alexander, 1934
- Tipula hoogstraali Alexander, 1940
- Tipula horningi Alexander, 1966
- Tipula hugginsi Gelhaus, 1986
- Tipula huntsmaniana Dietz, 1920
- Tipula huron Alexander, 1918
- Tipula idahoensis Alexander, 1955
- Tipula idiotricha Alexander, 1965
- Tipula ignobilis Lw.
- Tipula illinoiensis Alexander, 1915
- Tipula illustris Doane, 1901
- Tipula imbellis Alexander, 1927
- Tipula impudica Doane, 1901
- Tipula inadusta Alexander, 1946
- Tipula inclusa Dietz, 1921
- Tipula incurva Doane, 1912
- Tipula ingrata Dietz, 1914
- Tipula insignifica Alexander, 1924
- Tipula integra Alexander, 1962
- Tipula inusitata Alexander, 1949
- Tipula inyoensis Alexander, 1946
- Tipula iroquois Alexander, 1915
- Tipula jacintoensis Alexander, 1946
- Tipula jacobus Alexander, 1930
- Tipula jenseni Alexander, 1965
- Tipula jepsoni Alexander, 1945
- Tipula johanseni Alexander, 1919
- Tipula johnsoniana Alexander, 1915
- Tipula josephus Alexander, 1954
- Tipula kaibabensis Alexander, 1946
- Tipula katmaiensis Alexander, 1920
- Tipula kennedyana Alexander, 1965
- Tipula kennicotti Alexander, 1915
- Tipula kincaidi Alexander, 1949
- Tipula kirbyana Alexander, 1918
- Tipula kirkwoodi Alexander, 1961
- Tipula kirkwoodiana Alexander, 1965
- Tipula knowltoniana Alexander, 1969
- Tipula kraussi Alexander, 1946
- Tipula lacteipes Alexander, 1943
- Tipula lagunicola Alexander, 1969
- Tipula lamellata Doane, 1901
- Tipula lanei Alexander, 1940
- Tipula larga Alexander, 1946
- Tipula lassenensis Alexander, 1965
- Tipula latipennis Loew, 1864
- Tipula leechi
- Tipula leiocantha Alexander, 1959
- Tipula leucophaea Doane, 1901
- Tipula ligulipenicillata Alexander, 1946
- Tipula lionota Holmgren, 1883
- Tipula loewiana Alexander, 1915
- Tipula loganensis Alexander, 1946
- Tipula longibasis Alexander, 1946
- Tipula longiventris Lw.
- Tipula lucida Doane, 1901
- Tipula ludoviciana Alexander, 1919
- Tipula lygropis Alexander, 1920
- Tipula lyrifera Dietz, 1921
- Tipula macleani Alexander, 1973
- Tipula macnabi Alexander, 1939
- Tipula macracantha Alexander, 1946
- Tipula macrolaboides Alexander, 1918
- Tipula macrophallus (Dietz, 1918)
- Tipula macswaini Alexander, 1965
- Tipula maculatipennis Say, 1824
- Tipula maculipleura Alexander, 1927
- Tipula madera
- Tipula madina Dietz, 1921
- Tipula magnifolia Alexander, 1948
- Tipula mainensis Alexander, 1915
- Tipula malkini Alexander, 1955
- Tipula mallochi Alexander
- Tipula manahatta Alexander, 1919
- Tipula mandan Alexander, 1915
- Tipula margarita Alexander, 1918
- Tipula mariannae Alexander, 1940
- Tipula marina Doane, 1912
- Tipula mariposa Alexander, 1946
- Tipula maritima Alexander, 1930
- Tipula martini Alexander, 1965
- Tipula maxima Poda, 1761
- Tipula mayedai Alexander, 1946
- Tipula mckinleyana Alexander, 1969
- Tipula mecotrichia Alexander, 1966
- Tipula megalodonta Alexander, 1946
- Tipula megaura Doane, 1901
- Tipula melanderiana Alexander, 1965
- Tipula mercedensis Alexander, 1965
- Tipula mesotergata Alexander, 1930
- Tipula metacomet Alexander, 1965
- Tipula micheneri Alexander, 1944
- Tipula michoacana Alexander, 1946
- Tipula middlekauffi Alexander, 1965
- Tipula millardi Alexander, 1965
- Tipula mitrata Dietz, 1921
- Tipula miwok Alexander, 1945
- Tipula moctezumae Alexander, 1925
- Tipula modoc Alexander, 1945
- Tipula mohavensis Alexander, 1946
- Tipula mono
- Tipula monoana Alexander, 1965
- Tipula monticola Alexander, 1915
- Tipula mormon Alexander, 1948
- Tipula morrisoni Alexander
- Tipula mulaiki Alexander, 1948
- Tipula mutica
- Tipula nebulinervis Alexander, 1940
- Tipula nebulipennis Alexander, 1919
- Tipula nephophila Alexander, 1940
- Tipula neptun Dietz, 1921
- Tipula newcomeri Doane, 1911
- Tipula nigrocorporis Doane, 1912
- Tipula nimbinervis Alexander, 1946
- Tipula nobilis (Loew, 1864)
- Tipula novaleonensis Alexander, 1940
- Tipula noveboracensis Alexander, 1919
- Tipula nuntia Alexander, 1946
- Tipula occidentalis Doane, 1912
- Tipula oleracea. Linné — Tipule potagère.
- Tipula olympia Doane, 1912
- Tipula opisthocera Dietz, 1919
- Tipula optiva Alexander, 1921
- Tipula oropezoides Jn.
- Tipula osceola Alexander, 1927
- Tipula ovalis
- Tipula oxytona Alexander, 1927
- Tipula pachyrhinoides Alexander, 1915
- Tipula pacifica Doane, 1912
- Tipula packardi Alexander, 1928
- Tipula paiuta Alexander, 1948
- Tipula palmarum Alexander, 1947
- Tipula paludosa Meigen, 1830 — Típula dels prats.
- Tipula parrioides (Alexander, 1919)
- Tipula parshleyi Alexander, 1915
- Tipula paterifera Alexander, 1962
- Tipula pellucida
- Tipula pendulifera Alexander, 1919
- Tipula penicillata Alexander, 1915
- Tipula penobscot Alexander, 1915
- Tipula perfidiosa Alexander, 1945
- Tipula perhirtipes Alexander, 1963
- Tipula perlongipes Johnson, 1909
- Tipula perparvula Alexander, 1926
- Tipula perretti Alexander, 1928
- Tipula phoroctenia Alexander, 1919
- Tipula piliceps Alexander, 1915
- Tipula planicornis (Doane, 1912)
- Tipula platymera Walker, 1856
- Tipula pleuracicula Alexander, 1915
- Tipula plutonis Alexander, 1919
- Tipula polingi Alexander, 1950
- Tipula polycantha Alexander, 1942
- Tipula powelli Alexander, 1965
- Tipula powersi Alexander, 1965
- Tipula praecisa Loew, 1872
- Tipula praelauta Alexander, 1949
- Tipula pratorum Kirby, 1837
- Tipula pribilofensis Alexander, 1923
- Tipula pribilovia Alexander, 1921
- Tipula pritchardi Alexander, 1940
- Tipula productella Alexander, 1928
- Tipula productisterna Alexander, 1963
- Tipula prolixa Alexander, 1947
- Tipula pseudotruncorum Alexander, 1920
- Tipula pubera Loew, 1864
- Tipula puncticollis (Dietz, 1918)
- Tipula puncticornis Macquart, 1850
- Tipula pura Alexander, 1941
- Tipula quaylii Doane, 1909
- Tipula rabiosa Alexander, 1943
- Tipula rainiericola Alexander, 1946
- Tipula ramona Alexander, 1941
- Tipula rastristyla Alexander, 1945
- Tipula raysmithi Alexander, 1965
- Tipula reciproca Alexander, 1946
- Tipula religiosa Alexander, 1946
- Tipula repulsa Alexander, 1943
- Tipula resurgens Walker, 1848
- Tipula retinens Alexander, 1946
- Tipula retorta Wulp, 1881
- Tipula retusa Doane, 1901
- Tipula rohweri Doane, 1911
- Tipula rotundiloba Alexander, 1915
- Tipula ruidoso Alexander, 1946
- Tipula rupicola Doane, 1912
- Tipula rusticola Doane, 1912
- Tipula sacajawea Alexander, 1945
- Tipula sackeniana Alexander, 1918
- Tipula sacra Alexander, 1946
- Tipula sagittifera Alexander, 1948
- Tipula sanctaecruzae Alexander, 1973
- Tipula sanctaeluciae Alexander, 1951
- Tipula sanctaeritae Alexander, 1946
- Tipula saxemontana Alexander, 1946
- Tipula sayi Alexander
- Tipula saylori Alexander, 1961
- Tipula sayloriana Alexander, 1946
- Tipula schizomera Alexander, 1940
- Tipula schlingeri Alexander, 1965
- Tipula schusteri Alexander, 1965
- Tipula scripta
- Tipula selanderi Alexander, 1956
- Tipula semidea Alexander, 1944
- Tipula seminole Alexander, 1915
- Tipula senega Alexander, 1915
- Tipula seqoiarum Alexander, 1945
- Tipula sequoicola Alexander, 1947
- Tipula serrulata Loew, 1864
- Tipula serta Loew, 1863
- Tipula shastensis Alexander, 1944
- Tipula shieldsi Alexander, 1965
- Tipula shoshone Alexander, 1946
- Tipula silvestra Doane, 1909
- Tipula simondsi Alexander, 1965
- Tipula simplex
- Tipula sinistra Dietz, 1921
- Tipula siskiyouensis Alexander, 1949
- Tipula smithae Alexander, 1968
- Tipula snoqualmiensis Alexander, 1946
- Tipula spaldingi Dietz, 1921
- Tipula spatha Doane, 1912
- Tipula spenceriana Alexander, 1943
- Tipula spernata Dietz, 1921
- Tipula spernax Osten Sacken, 1877
- Tipula sperryana Alexander, 1942
- Tipula spinerecta Alexander, 1947
- Tipula splendens Doane, 1901
- Tipula stalagmites Alexander, 1915
- Tipula stenorhabda Alexander, 1941
- Tipula sternata Doane, 1912
- Tipula stonei Alexander, 1965
- Tipula strepens Lowe, 1863
- Tipula streptocera Doane, 1901
- Tipula subapache Alexander, 1947
- Tipula subarctica Alexander, 1919
- Tipula subbarbata Alexander, 1927
- Tipula subcinerea Doane, 1901
- Tipula subeluta Johnson, 1913
- Tipula subfasciata Loew, 1863
- Tipula submaculata Lw.
- Tipula subpolaris Alexander, 1919
- Tipula subserta Alexander, 1928
- Tipula subtenuicornis Doane, 1901
- Tipula subtilis Doane, 1901
- Tipula subvirgo Alexander, 1951
- Tipula succincta Alexander, 1940
- Tipula supplicata Alexander, 1944
- Tipula suttoni Alexander, 1934
- Tipula sweetae Alexander, 1930
- Tipula sylvicola Doane, 1912
- Tipula synchroa Alexander, 1927
- Tipula tacomicola Alexander, 1949
- Tipula taenigaster Alexander, 1920
- Tipula tancitaro Alexander, 1946
- Tipula tanneri Alexander, 1948
- Tipula tenaya Alexander, 1946
- Tipula tenebrosa Coquillett, 1900
- Tipula tennessa Alexander, 1920
- Tipula tenuilinea Alexander, 1959
- Tipula tephrocephala Lw.
- Tipula tergata Doane, 1912
- Tipula ternaria Loew, 1864
- Tipula tesuque Teale, 1985
- Tipula texensis Alexander, 1916
- Tipula thulensis Alexander, 1947
- Tipula timberlakei Alexander, 1947
- Tipula toklatensis Alexander, 1968
- Tipula translucida Doane
- Tipula tribulator Alexander, 1956
- Tipula trichophora Alexander, 1920
- Tipula tricolor Fabricius
- Tipula trimaculata (Smmons, 1854)
- Tipula triplex Walker, 1848
- Tipula tristis Doane, 1901
- Tipula triton Alexander
- Tipula trivittata Say
- Tipula truculenta Alexander, 1943
- Tipula trypetophora Dietz, 1919
- Tipula tuscarora Alexander
- Tipula twightae Alexander, 1959
- Tipula twogwoteeana Alexander, 1945
- Tipula tyranna Alexander, 1946
- Tipula ultima Alexander, 1915
- Tipula umbra Alexander, 1959
- Tipula umbrosa Loew.
- Tipula unifasciatus
- Tipula unimaculata (Loew, 1864)
- Tipula utahicola Alexander, 1948
- Tipula uxoria Alexander, 1946
- Tipula valida Loew, 1863
- Tipula variata Alexander, 1927
- Tipula vernalis Meigen — Tipule des prairies.
- Tipula vestigipennis Doane, 1908
- Tipula vicina Dietz, 1917
- Tipula virgo Osten Sacken, 1886
- Tipula virgulata Williston, 1900
- Tipula vitabilis
- Tipula vittatipennis Doane, 1912
- Tipula vultuosa Alexander, 1946
- Tipula warneri Alexander, 1944
- Tipula werneri Alexander, 1950
- Tipula whitneyi Alexander, 1923
- Tipula williamsiana Alexander
- Tipula williamsii Doane, 1909
- Tipula willissmithi Alexander, 1945
- Tipula woodi Alexander, 1948
- Tipula yana Alexander, 1965
- Tipula yellowstonensis Alexander, 1946
- Tipula yosemite Alexander, 1946
- Tipula youngi Alexander, 1927
- Tipula zelotypa